# Automatische halve overwegbomen

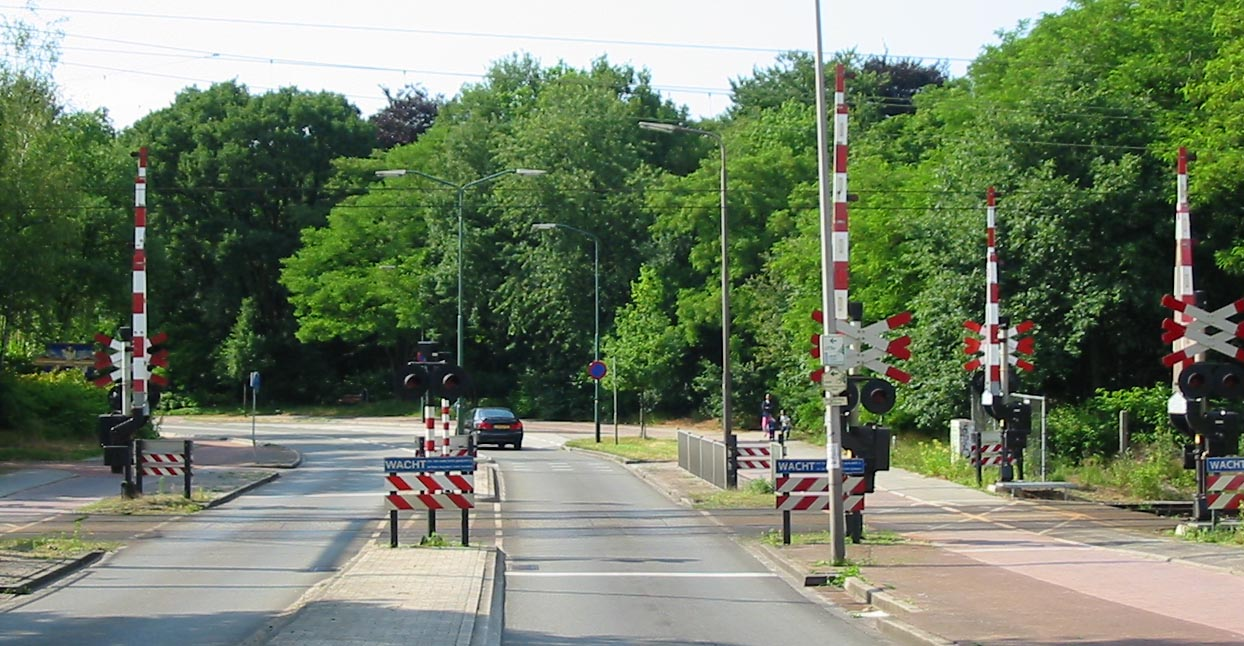
AHOB-overweg in B.Wuytierslaan in Amersfoort

De automatische halve overwegbomen (AHOB) vormen een van de beveiligingstypen voor Nederlandse overwegen. De overweg wordt actief beveiligd met lichten die gaan knipperen, bellen die gaan rinkelen en slagbomen die de weg afsluiten als er een trein aankomt.

## Inrichting
De overweg wordt voorafgegaan door verkeersbord J10, dat waarschuwt voor een overweg met slagbomen.
Aan beide rechterzijden van de weg staat een zogenoemde steller. Een hoofdonderdeel daar van is een paal voor bevestiging van de volgende onderdelen:
- Twee rode lampen naast elkaar aan de voorzijde en twee aan de achterzijde van de paal, die (per twee om en om) gaan knipperen als er een trein aankomt.
- Een mechanische of elektronische bel, die gaat rinkelen als er een trein aankomt.
- Een slagboom, die daalt als er een trein aankomt. Op de boom zitten drie rode lampjes waarvan de eerste twee met de grote lampen meeknipperen en de toplamp blijft branden.
- Een andreaskruis, dat op openbare wegen aangeeft dat het wegverkeer voorrang aan de trein moet verlenen. Voor enkelspoor wordt er een enkel andreaskruis gebruikt, bij een overweg met twee of meer sporen een dubbel andreaskruis.

Op deze standaard bestaan er allerlei variaties, afhankelijk van de omstandigheden, zoals de aanwezigheid van vrijliggende voet- en fietspaden en zijwegen, en de kruisingshoek van de weg met het spoor. Zo kan er aan beide linkerzijden van de weg een zwart-wit gestreepte paal met twee rode lampen staan, die eveneens gaan knipperen als er een trein aankomt.
Is er een voetpad, dan zijn er meestal aan beide zijden van de overweg aparte bomen voor voetgangers. Aan de rechterkant kunnen de bomen voor het wegverkeer ook het voetgangersverkeer tegenhouden, maar er kunnen ook aparte bomen zijn. In beide gevallen is voor voetgangers de situatie vergelijkbaar met die bij een automatische overpadboominstallatie, met dit verschil dat als men als voetganger na het oversteken van de sporen ingesloten raakt (bijvoorbeeld doordat men niet zo snel kan lopen), men nog, nadat het rijverkeer de overweg af is, via de rijbaan eraf kan. Dit gaat het gemakkelijkst als men rechts van de weg loopt, omdat men dan niet om een spoorboom voor het rijverkeer heen hoeft te lopen. Soms staat er op de veilige strook tussen de boom en het spoor (de strook tussen de boom en de dichtstbijzijnde rechthoek met het witte kruis op het wegdek) tussen het voetgangersdeel en de rijbaan een hekje; dan is het bij ingesloten raken veiliger te wachten tot de boom opengaat; zolang men naast het hekje staat (zonder dat het lichaam of de bagage uitsteekt in de richting van het spoor) staat men uiteraard buiten het profiel van de trein. Voor grotere attributen zoals een rolstoel is de veilige strook meestal te smal; men zal dan zeker moeten weten vlot genoeg te zijn om nog voor de bomen weer naar beneden gaan te passeren, of van de rijweg gebruik moeten maken.
Als er een of twee fietspaden zijn kunnen er voor fietsers ook aparte bomen zijn, of gemeenschappelijk met die voor voetgangers.
Oorspronkelijk waren de spoorbomen altijd van ijzer, later hout, maar steeds meer worden ze door aluminium vervangen.
Een bijzondere soort AHOB is de Mini-AHOB, die ontworpen is voor smalle overwegen van tussen de 3 en 5 meter breedte. De spoorbomen hiervan zijn van aluminium en staan in open stand 15° uit het lood. Dat wordt gedaan om de overweg beter te laten opvallen in een omgeving met rechtop staande bomen en lantaarns. Bij de uitrusting van de Mini-AHOB horen de borden F5 en F6, die de doorgang van verkeer op de smalle overweg moeten regelen.

Bord J10: overweg met slagbomen
Bord J12: enkel andreaskruis (bij enkelspoor)
Bord J13: dubbel andreaskruis (bij 2 of meer sporen)
Bord F5: bij mini-AHOB
Bord F6: bij mini-AHOB

## Halve bomen
De "halve bomen" betekenen dat de gesloten bomen tot het midden van de weg reiken, zodat verkeer altijd van het spoor af kan. Dit wordt de ontsnappingsruimte genoemd. Het gevolg is echter, dat het inrijden of inlopen van de linker rijstrook fysiek mogelijk is. Rijdend verkeer kan via de linkerweghelft gaan "slalommen" en een voetganger of fietser kan vanaf zijn pad even de weg op gaan. Zijn er geen vrijliggende paden, dan kan een zintuiglijk gehandicapte die links loopt zelfs onbedoeld op het spoor terechtkomen. Zo nodig worden er bij de overweg gescheiden rijbanen en paden gemaakt met elk een eigen slagboom, zoals bij de afbeelding aan het begin van dit artikel.

## Storing
Bij een storing dalen de bomen automatisch en blijven ze dicht. Een verkeersregelaar kan ingezet worden om de treinen in de gaten te houden en het wegverkeer te laten slalommen. De treindienstleider kan de treinen langzaam laten rijden.

## Tweede trein
Als opnieuw het signaal binnenkomt dat er een trein aankomt terwijl de bomen dicht zijn en de bellen rinkelen dan gaan de bomen pas weer open als beide treinen gepasseerd zijn. Als het signaal binnenkomt terwijl de bomen reeds omhooggaan, dan stopt die beweging en gaan ze weer naar beneden. Omdat de bellen nog rinkelen en de lichten nog knipperen, terwijl de bomen omhooggaan wordt men niet apart gewaarschuwd voor de nieuwe trein en het weer omlaag gaan van de bomen. Om elk risico uit te sluiten dient men daarom te wachten tot de rode lichten gedoofd zijn.
In sommige landen is er een apart waarschuwingssignaal "Er komt nóg een trein". In Nederland is meestal sprake van een bord met de tekst: "Wacht tot het rode licht gedoofd is. Er kan nog een trein komen".

## Voorkomen in Nederland
De eerste AHOB is in 1959 in Nederland geplaatst, naar model van overwegen in de Verenigde Staten. Met het AKI-AHOB-ombouwprogramma van ProRail is het aantal mini-AHOBs in de periode 2000-2007 sterk toegenomen. Samen zijn het er ongeveer 1500, die 99% van de met overwegbomen beveiligde overwegen voor rijdend verkeer vormen, zie aantallen met overwegbomen beveiligde overwegen.